# Albert Goldman
Albert Chaim Goldman, född 1897 i Minsk oblast i Ryssland, död 1960, var en amerikansk advokat, associerad med den amerikanska kommunistiska rörelsen. Goldman bröt med huvudlinjen Kommunistpartiet, USA 1933, och gick med i den trotskistiska oppositionen, där han skulle bli en ledande aktör för den bättre delen av de kommande två decennierna. Goldman är mest känd som ett svarande och ledde försvarsadvokat år 1941 Smith Act åtal av ledningen för Socialistiska Arbetarpartiet.
Goldman blev sjuklig i slutet av 1950-talet och dog av cancer 1960.